# Ла-17Р
Ла-17Р — советский разведывательный БПЛА 1960-х годов разработки КБ Лавочкина.

## История
Его разработка началась в 1959 году. За основу была взята летающая мишень Ла-17М (изделие 203), созданная в 1953 году. Первый полет БПЛА совершил в 1963 году. Совместные испытания, которые проводили представители заказчика и промышленности, завершились в конце июля 1963 года. Они показали, что машина, летая на высоте до 900 м, способна осуществлять фоторазведку объектов, находящихся на удалении 50—60 км от стартовой позиции, а с высоты 7000 м — объектов на удалении до 200 км. Скорость полёта составляла 680—885 км/ч.
В 1963 году серийный завод № 475 изготовил 20 машин. Серийное производство было развёрнуто на Смоленском авиационном заводе. Машина состояла на вооружении до начала 1970-х годов, случаи её применения в боевой обстановке неизвестны. Впоследствии был разработан модернизированный вариант разведчика Ла-17РМ (изделие «204М»). Он отличался парашютной посадкой и увеличенной дальностью полёта.

## Конструкция
Ла-17 создан по нормальной аэродинамической схеме и представляет собой цельнометаллический среднеплан с прямоугольными в плане крылом и оперением. Двигатель размещался в мотогондоле под центральным отсеком фюзеляжа. БПЛА оснащался маршевым двигателем РД-9БКР (упрощённый вариант двигателя РД-9Б без форсажной камеры). На модернизированном Ла-17РМ применялся более экономичный двигатель Р-11К-300.
Под крылом у бортов фюзеляжа монтировались два пороховых ускорителя, которые после старта автоматически сбрасывались. Для предполётной подготовки и запуска Ла-17Р использовали стартовую установку СУТР-1, созданную на базе лафета зенитного орудия.
В носовом отсеке размещались электрогенератор с приводом от небольшого двухлопастного вентилятора, вращаемого набегающим потоком воздуха, и разведывательная аппаратура. Аппарат оснащался: 
- фотоаппаратом АФА-40, АФА-20, БАФ-21 или АЩФА-5М;
- аппаратурой радиационной разведки «Сигма»;
- телекамерой «Чибис».

Управление БПЛА в полёте осуществлял автопилот по заранее введённой в него программе и по радиокомандам с наземной станции. На завершающем этапе полета маршевый двигатель выключался, и машина производила приземление на выбранный участок местности. Повторное применение беспилотника не предусматривалось.

## Лётно-технические характеристики
- Модификация Ла-17Р / Ла-17РМ
- Размах крыла, м: 7,50 / 7,50
- Длина, м: 8,98 / 8,98
- Высота, м: 2,98 / 2,98
- Масса, кг: 3100 / 3100
- Тип двигателя: 1 ТРД РД-9БР / 1 ТРД Р-11К-300
- Максимальная скорость, км/ч: 750—900 / 900
- Дальность действия, км: 260—400
- Практический потолок, м: 7000 / 15000
- Минимальная высота полета, м: 100—600